# Königreich Hannover
Das Königreich Hannover entstand 1814 auf dem Wiener Kongress als Nachfolgestaat des Kurfürstentums Braunschweig-Lüneburg. Bis zum Tod Wilhelms IV. 1837, dem Ende der Personalunion zwischen Großbritannien und Hannover, war der Herrscher des Vereinigten Königreichs Großbritannien und Irland gleichzeitig König von Hannover. Als in jenem Jahr der neue König Ernst August die liberale Verfassung von 1833 wieder abschaffte, führte dies zum Protest der Göttinger Sieben, einem der großen politisierenden Ereignisse des Vormärz.
Den Krieg von 1866 verlor Hannover an der Seite Österreichs. Im Rahmen der preußischen Annexionen gliederte Preußen das Königreich Hannover als Provinz Hannover seinem Staatsgebiet ein.
1946 wurde das Land Hannover wiedergegründet. Es fusionierte bald danach mit den kleineren Nachbarländern Braunschweig, Oldenburg und Schaumburg-Lippe zum neuen Land Niedersachsen, das sowohl die Hauptstadt als auch wesentliche Teile der Staatssymbolik vom Land Hannover übernahm.

## Geschichte

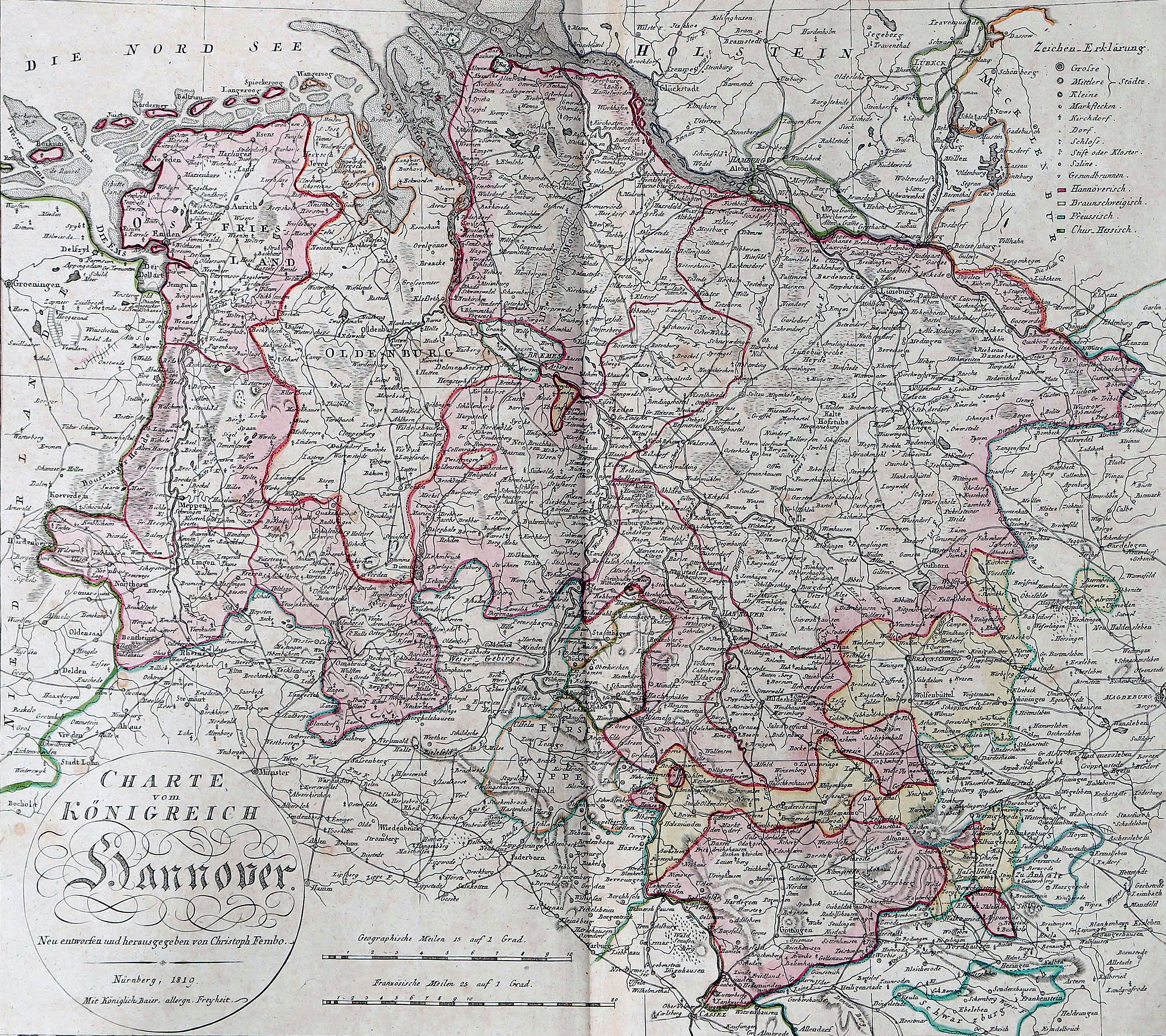
Karte des Königreichs Hannover von 1819 (Chr. Fembo)

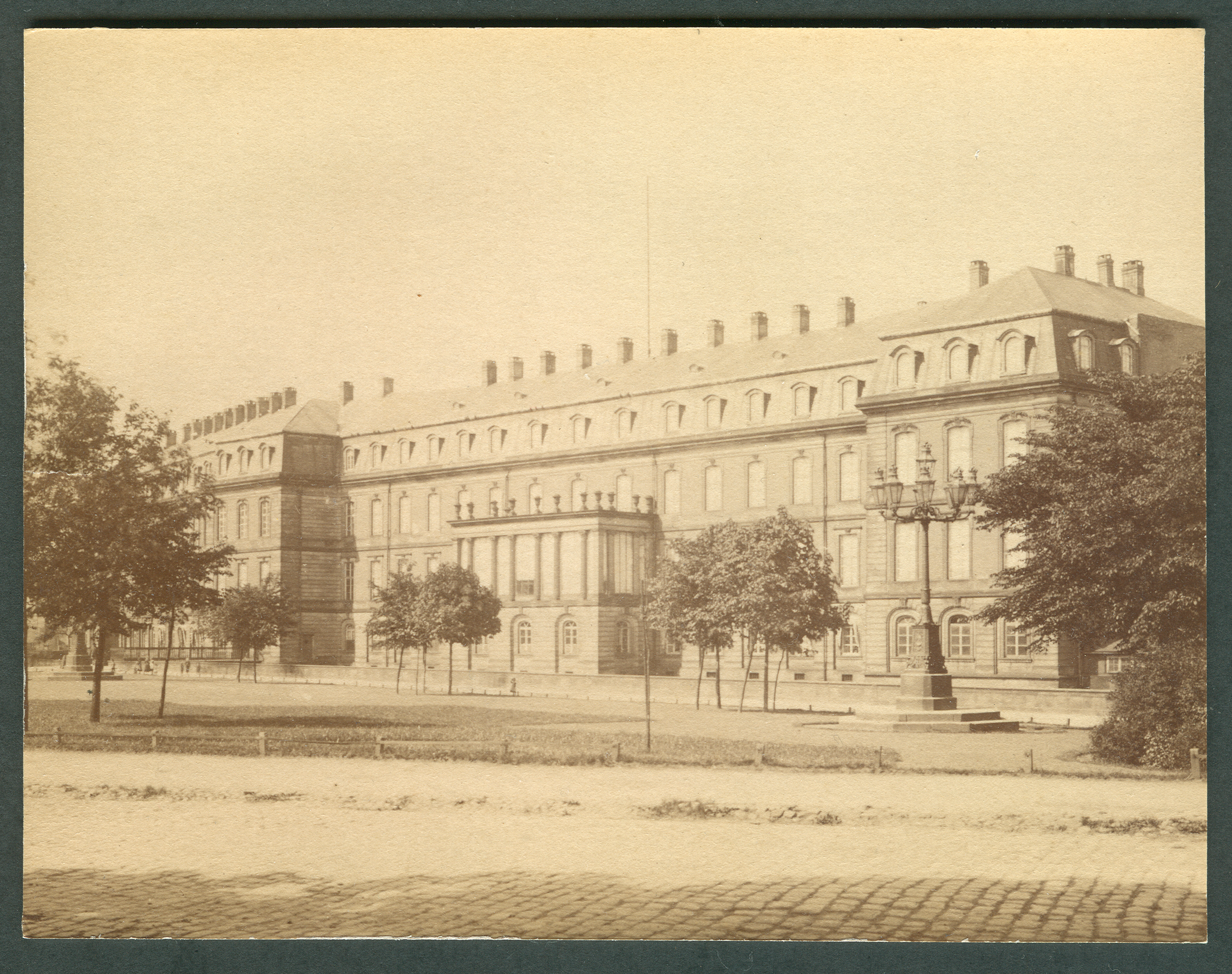
Das Leineschloss in Hannover war die Residenz der Könige von Hannover von 1837 bis 1866.

### Gründung
Auf dem Wiener Kongress erklärte sich das von Napoleon I. aufgelöste Kurfürstentum Braunschweig-Lüneburg („Kurhannover“) am 12. Oktober 1814 selbst zum Königreich Hannover. Dank des Verhandlungsgeschicks des hannöverschen Kabinettministers am englischen Hof, Graf Ernst zu Münster, gelang auf dem Wiener Kongress auch eine Arrondierung des Territoriums. Dem Königreich Hannover wurden die Niedergrafschaft Lingen, das Herzogtum Arenberg-Meppen, die Grafschaft Bentheim, das Hochstift Hildesheim, die Stadt Goslar, Bereiche des Untereichsfelds und das Fürstentum Ostfriesland zugeteilt.

### Personalunion mit Großbritannien
Die seit 1714 bestehende Personalunion zwischen „Kurhannover“ und Großbritannien bestand noch bis 1837 fort. Die Interessen des Hauses Hannover wurden durch den der königlichen Familie besonders vertrauten Minister Graf zu Münster vertreten, der es in diesem Zusammenhang erfolgreich verstand, die eigenständige Verhandlungsposition Hannovers neben der des Vereinigten Königreichs gegen Preußen durchzusetzen.
Adolph Friedrich, Duke of Cambridge, ein jüngerer Sohn des Königs Georg III., wurde am 24. Oktober 1816 nach Hannover entsandt, um als Generalstatthalter zu fungieren. Eine Verfassung, in der nur eine beratende Stimme des Parlaments, der Ständeversammlung des Königreichs Hannover, bei der Gesetzgebung vorgesehen war, wurde 1819 eingeführt. Als Parlament wurde die aus zwei gleichberechtigten Kammern bestehende Ständeversammlung des Königreichs Hannover ins Leben gerufen. Zu den Landständen gehörten Vertreter des Adels, der Kirche, der Städte und einige freie Bauern aus den einzelnen Landschaften. 1821 besuchte der neue König Georg IV. zudem als erster Monarch seit 66 Jahren auch wieder Hannover und seine deutschen Stammlande. Er wurde dort enthusiastisch gefeiert.

### Unruhen von 1830, Reformen und Ende der Personalunion

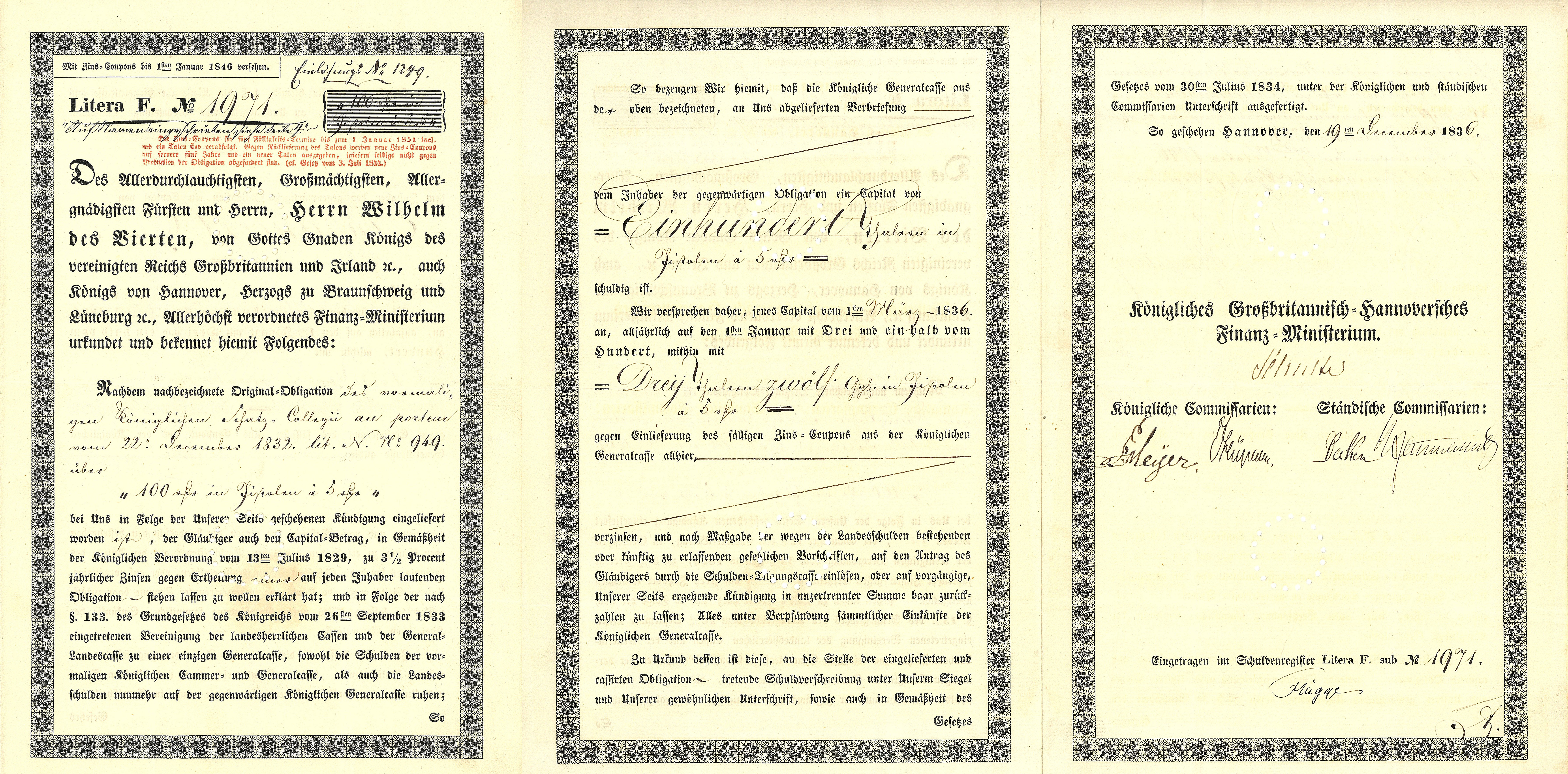
3,5 % Obligation über 100 Thalern des Königlich Groß-Britannisch Hannoverschen Finanz-Ministeriums, ausgegeben am 19. Dezember 1839 in Hannover zur Finanzierung der Ackerreformgesetze (Abb. S. 1–3)

Angestoßen von der französischen Julirevolution kam es auch im Deutschen Bund zu Unruhen und Protesten. Im Königreich Hannover blieben diese Ausschreitungen allerdings lokal hauptsächlich auf Osterode und die Universitätsstadt Göttingen begrenzt. Jenseits dieser beiden Städte zeigten sich keine Akteure, die eine größere Opposition hätten initiieren oder anführen können. Landesweit kamen jedoch zahlreiche Petitionen zustande. Diese bewegten die Regierung langfristig zumindest dazu, dem Königreich ein Staatsgrundgesetz zuzugestehen. Die Bittgesuche der Bevölkerung wurden nach London weitergegeben, wo König Wilhelm IV. residierte. Er war in Personalunion sowohl König von Großbritannien als auch von Hannover. Die Petitionen enthielten Forderungen nach einer repräsentativen Verfassung, einer Einführung der Pressefreiheit, die Abschaffung feudaler Rechte und die Beseitigung konfessioneller Diskriminierung. Zusätzlich sollte Graf Münster entlassen werden, der die Angelegenheiten des Königreichs Hannover stellvertretend für den König leitete. Die Bevölkerung machte den Grafen für den Reformstau in ihrem Land verantwortlich. Zur Eindämmung möglicher Unruhen verlegte die Regierung im Oktober 1830 Truppen an die Grenze zum Kurfürstentum Hessen, das bereits massiv von Protesten betroffen war. Kleinere Unruhen gegen zu hohe Steuern, Zölle und Lebensmittelpreise konnten dennoch im Königreich nicht vollständig von vornherein unterdrückt werden. In Göttingen verbreitete sich die Nachricht vom Sturz des französischen Königs über ausländische Zeitungen.
Die Lage spitzte sich in der Stadt Göttingen besonders zu, als im Dezember Professoren sich öffentlich zur französischen Julirevolution bekannten. Davon ermutigt befreiten Studenten am 2. Dezember 1830 einen ihrer Kommilitonen aus der Haft. Dieser hatte „aufrührerische“ Schriften in der kurhessischen Hauptstadt Kassel verteilt. Dass die Universitätsleitung keine Bestrafung über die verantwortlichen Studenten verhängte, erregte großes Aufsehen. In der städtischen Öffentlichkeit kam zunehmend Sympathie für die Aktion der Studenten auf. Die Stimmung schlug kurz darauf gegen den städtischen Polizeikommissar um: Jener ließ am 25. Dezember 1830 einen Zinnengießer, der wegen Ruhestörung von einem Nachtwächter aufgegriffen worden war, öffentlich abführen. Gegen diese von der Bürgerschaft als demütigend empfundene Behandlung regte sich Protest, der zur Jahreswende 1830/1831 in die sogenannte Göttinger Revolution mündete. Erst der Einmarsch von 4500 Fußsoldaten und 600 Reitern der Kavallerie beendete Mitte Januar 1831 den Aufstand kampflos.
Nach den Unruhen in Göttingen wurde Adolph Friedrich auch als Vizekönig eingesetzt. In einer Staatsreform von 1833 wurden Parlament und Volk in begrenztem Maße weitergehende Rechte zugestanden. Nachdem 1833 unter der Regierung Wilhelms IV. ein liberales Staatsgrundgesetz in Kraft getreten war, wurden Reformbewegungen erleichtert. Durch Ackerreformgesetze 1831/1833 und 1842 wurden die Grundlasten der Bauern abgelöst. Die Beseitigung gewerbebehindernder Zölle wirkte sich positiv auf die sich langsam anbahnende Industrialisierung aus.
Nach dem Tod von Adolph Friedrichs Bruder Wilhelm IV. fand die Personalunion mit Großbritannien ein Ende. Die welfische Personalunion mit England endete 1837, da es in England keinen männlichen Thronfolger gab, und somit als ältestes und damit erbberechtigtes Kind Victoria die Thronfolge antreten konnte, während sie in Hannover als Frau nicht erbberechtigt war und hier Ernst August den Thron bestieg.

### Unruhen und Revolution von 1848
König Ernst August schaffte, beraten von Justus Christoph Leist, bei seinem Amtsantritt 1837 das liberale Staatsgrundgesetz von 1833 wieder ab. Hannover wurde nach der alten Verfassung von 1819 wieder absolutistisch regiert. Der Protest von sieben Professoren der Universität Göttingen, der Göttinger Sieben, darunter die Brüder Grimm, im Verfassungskonflikt erregte großes Aufsehen in Deutschland und trug zur Förderung der liberalen Bewegung in Deutschland bei. Im Namen der Stadt Osnabrück reichte der Landtagsabgeordnete und spätere Innenminister der hannoverschen Märzregierung unter Graf Bennigsen, Johann Carl Bertram Stüve, beim Deutschen Bund Beschwerde gegen den Verfassungsbruch ein.
Die Revolution von 1848 führte vorübergehend zu einer Liberalisierung. Diese wurden aber von König Georg V. (1851–1866) unter dem Einfluss des preußischen Bundestagsgesandten Otto von Bismarck rückgängig gemacht. Die Regierungszeit Georgs V. war durch einen hohen Verschleiß an Ministern gekennzeichnet.

### Politische Bünde

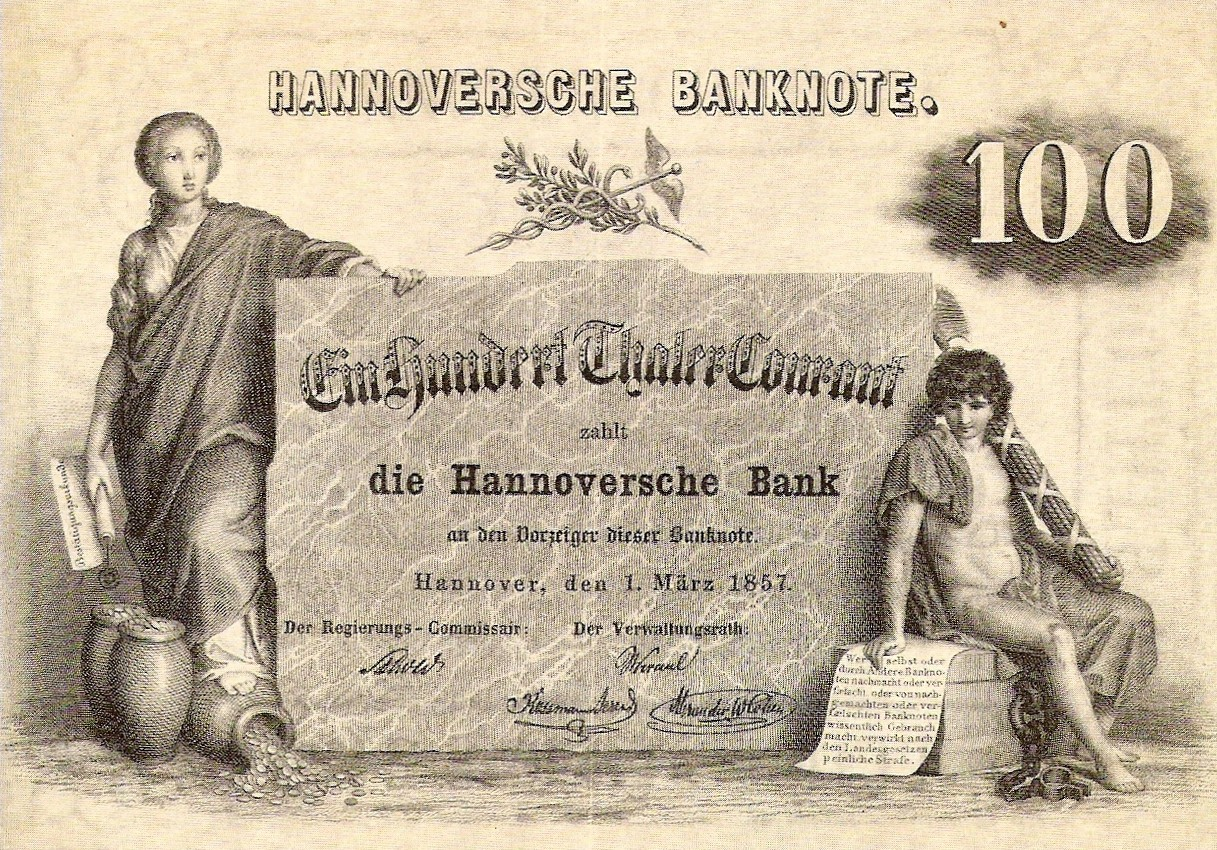
Banknote der Hannoverschen Bank über 100 Taler von 1857

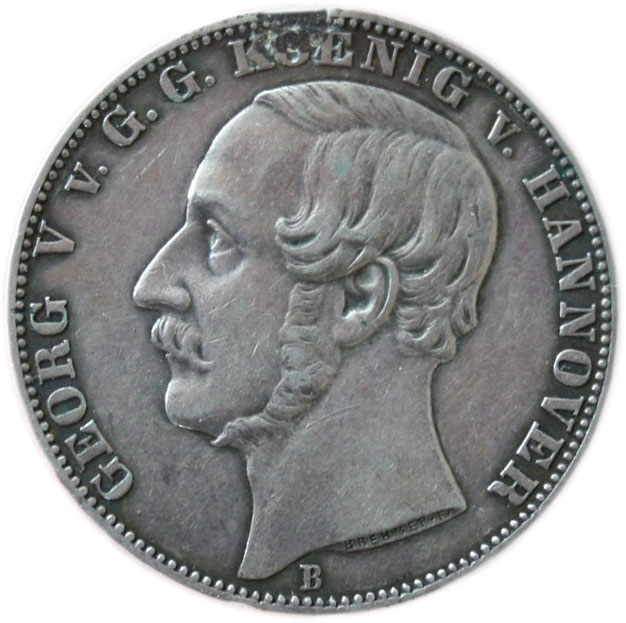
1 (silberner) Taler des Königreichs Hannover von 1865 mit dem Porträt von König Georg V., der Künstlersignatur „BREHMER F.“ am Halsabschnitt und dem Buchstaben B für Theodor Wilhelm B

Das Königreich Hannover war Mitglied des Deutschen Bundes seit dessen Gründung 1815. Hannover trat zunächst nicht dem Deutschen Zollverein bei, sondern bildete 1834 zusammen mit dem Herzogtum Braunschweig den Steuerverein und wurde erst 1854 Mitglied im Zollverein.
Von 1855 bis zum Ende der Posthoheit von Hannover 1866 verausgabte das Königreich eigene Briefmarken. Mit der Hannoverschen Bank verfügte das Königreich Hannover ab 1856 über eine eigene Notenbank.

### Annexion durch Preußen
Im Ergebnis des Deutschen Krieges zwischen Preußen und Österreich verlor das Königreich Hannover 1866 seine Unabhängigkeit. Die hannoversche Armee musste nach einem anfänglichen Erfolg in der Schlacht bei Langensalza gegenüber den preußischen Truppen am 29. Juni 1866 kapitulieren. Am 3. Oktober 1866 entthronte Preußen die Welfen und annektierte das Königreich Hannover. Aus dem Territorium bildete es die Provinz Hannover. Das hannoversche Militär ging im preußischen X. Armee-Korps auf.
Das Privatvermögen der Welfen wurde von Bismarck als so genannter Reptilienfonds zur Beeinflussung von Presseberichten und des immer geldbedürftigen bayerischen Königs Ludwig II. genutzt, ohne darüber dem Reichstag Rechenschaft abzulegen. Nach Sebastian Haffner erhielt Ludwig II. für seine Privatschatulle 4.720.000 Goldmark aus dem Welfenfonds für die Zustimmung des Königreichs Bayern zur Gründung des Deutschen Reiches 1871.

### Nachleben des Königreichs Hannover
Die hannoversche und welfische Gesinnung ging im Land trotz der Einverleibung nach Preußen nicht unter, bestärkt durch die weit verbreitete Ansicht, dass es sich bei der Annexion um einen ungesetzlichen Akt gehandelt habe. Es bildete sich als politische Partei die Deutsch-Hannoversche Partei (DHP), die für eine Neubildung des Landes Hannover und eine Rehabilitierung des Welfenhauses eintrat. Über das Kaiserreich hinaus bis in die Weimarer Republik hinein war sie mehrfach im Reichstag vertreten. Die DHP war von 1867 bis zur letzten freien Reichstagswahl im November 1932, abgesehen von der Reichstagswahl im Juli 1932, durchgehend im Reichstag vertreten.
Mit der Heirat des Welfenprinzen Ernst August von Braunschweig-Lüneburg und der Hohenzollernprinzessin Viktoria Luise von Preußen am 24. Mai 1913 und der anschließenden Einsetzung Ernst Augusts zum regierenden Herzog von Braunschweig im November desselben Jahres schien eine Aussöhnung der beiden dynastischen Häuser in greifbare Nähe gerückt, wiewohl Hannover preußische Provinz blieb. Sie wurde aber von den bald darauf einsetzenden Umwälzungen in Europa am Ende des Ersten Weltkriegs überholt, die zur Abschaffung der Monarchie in Deutschland führten.
Nach dem Zweiten Weltkrieg wurde 1946 mit Auflösung der preußischen Provinz Hannover das Land Hannover errichtet, das sich als Nachfolger des Königreiches Hannover verstand. Sein Ministerpräsident Hinrich Wilhelm Kopf war treibende Kraft bei der Gründung des Landes Niedersachsen, die noch im selben Jahr erfolgte.
Das Landeswappen von Niedersachsen, das Sachsenross, leitet sich sowohl vom Wappen des ehemaligen Königreichs Hannover als auch von demjenigen des Herzogtums Braunschweig ab. Auch heute ist die alte königliche Haupt- und Residenzstadt Hannover wieder Hauptstadt des Landes. In vielen kommunalen Verwaltungsgrenzen spiegeln sich die Verwaltungsstrukturen aus hannoverscher Zeit wider, auch wenn diese Grenzen häufig durch Verwaltungsreformen verwischt oder aufgehoben wurden. Neben vielen Straßen (z. B. die Georgstraße in Hannover) und Orten (Georgsmarienhütte) sind auch Institutionen wie die Georg-August-Universität Göttingen nach hannoverschen Monarchen benannt. Die Grenzen des ehemaligen Königreichs Hannovers sind zum Teil sowohl in der Evangelisch-lutherischen Landeskirche Hannover als auch in den römisch-katholischen Bistumsgrenzen bis heute erkennbar. Die VGH Versicherungen wird von den althannoverschen Landschaften getragen, die bis heute fortbestehen. Auch in Großbritannien und den Staaten des Commonwealth sind mehrere Orte, Plätze und Straßen nach der früheren Residenzstadt Hannover benannt.

## Politik und Verwaltung

### Wappen und Symbole
Das Wappen des Königreichs Hannover hat einen Haupt- und einen Mittelschild mit Herzschild. Das quadrierte Wappen (Hauptschild) zeigt im ersten und vierten Feld in Rot drei übereinander schreitende goldene blaubewehrte Leoparden mit ausgeschlagenen blauen Zungen (Wappen von England); im zweiten Feld steht in Gold ein roter blaubewehrter Löwe mit ausgeschlagener blauer Zunge, umgeben von einer doppelten, durch schmale rote Leisten gebildeten auswärts mit untergelegten roten Lilien gezierten viereckigen Einfassung (Wappen von Schottland); im dritten Felde in Blau eine goldene Davidsharfe mit silbernen Saiten (Wappen von Irland). Im gespaltenen Mittelschild vorn in Rot zwei übereinander schreitende goldene blaubewehrte Leoparden mit ausgeschlagenen blauen Zungen (Braunschweig), und hinten das goldene mit roten Herzen bestreute Feld mit einem blauen rotbewehrten Löwen mit ausgeschlagener roter Zunge (Lüneburg); eine rote eingepfropfte Spitze mit einem silbernen springendes Pferd (Niedersachsen); im Mittelschild ein roter Herzschild mit der aufgesetzten deutschen Kaiserkrone (ehemaliges Reichserbschatzmeisteramt). Auf dem Hauptschild die Königskrone. Ein rotes Band mit dem Wahlspruch in goldener Schrift des St.-Georgs-Ordens „Nunquam retrorsum“ Schildhalter; auf einem roten fliegenden Band stehend rechts ein goldener gekrönter hersehender Löwe und links ein silbernes Einhorn. Die Devise in goldener Schrift im weißen Band „Suscipere et finire“ (dt.: Beginnen und Beenden) wird rechts von einem Lorbeerzweig und links von einem Eichenzweig begleitet. Mittig steckt ein grünes Kleeblatt. Unter dem Schild hängen der St.-Georgs-Orden und der Guelphen-Orden. Die Landesfarben sind weiß und gold.

Königliches Wappen (1837)
Standarte des Monarchen (1837)
Flagge des Königreiches Hannover in den Landesfarben gold und weiß (1837–1866)

### Könige von Hannover
| König von Hannover und König des Vereinigten Königreichs Großbritannien und Irland                                                               | König von Hannover und König des Vereinigten Königreichs Großbritannien und Irland | König von Hannover und König des Vereinigten Königreichs Großbritannien und Irland |
| --- | ---------------------------------------------------------------------------------- | ---------------------------------------------------------------------------------- |
| Georg III. (George III, König von Großbritannien und Irland seit 1760)                                                                           | 1814–1820                                                                          | Enkel Georgs II.                                                                   |
| Georg IV. (George IV) | 1820–1830                                                                          | Sohn Georgs III.                                                                   |
| Wilhelm IV. (William IV) | 1830–1837                                                                          | Sohn Georgs III.                                                                   |
| König von Hannover |                                                                                    |                                                                                    |
| Ernst August I. | 1837–1851                                                                          | Sohn Georgs III.                                                                   |
| Georg V. | 1851–1866                                                                          | Sohn Ernst Augusts I.                                                              |
| 1866 wurde das Königreich Hannover von Preußen annektiert. Bis zur Gründung des Landes Hannover 1946 bildete es die preußische Provinz Hannover. |                                                                                    |                                                                                    |

Könige von Hannover
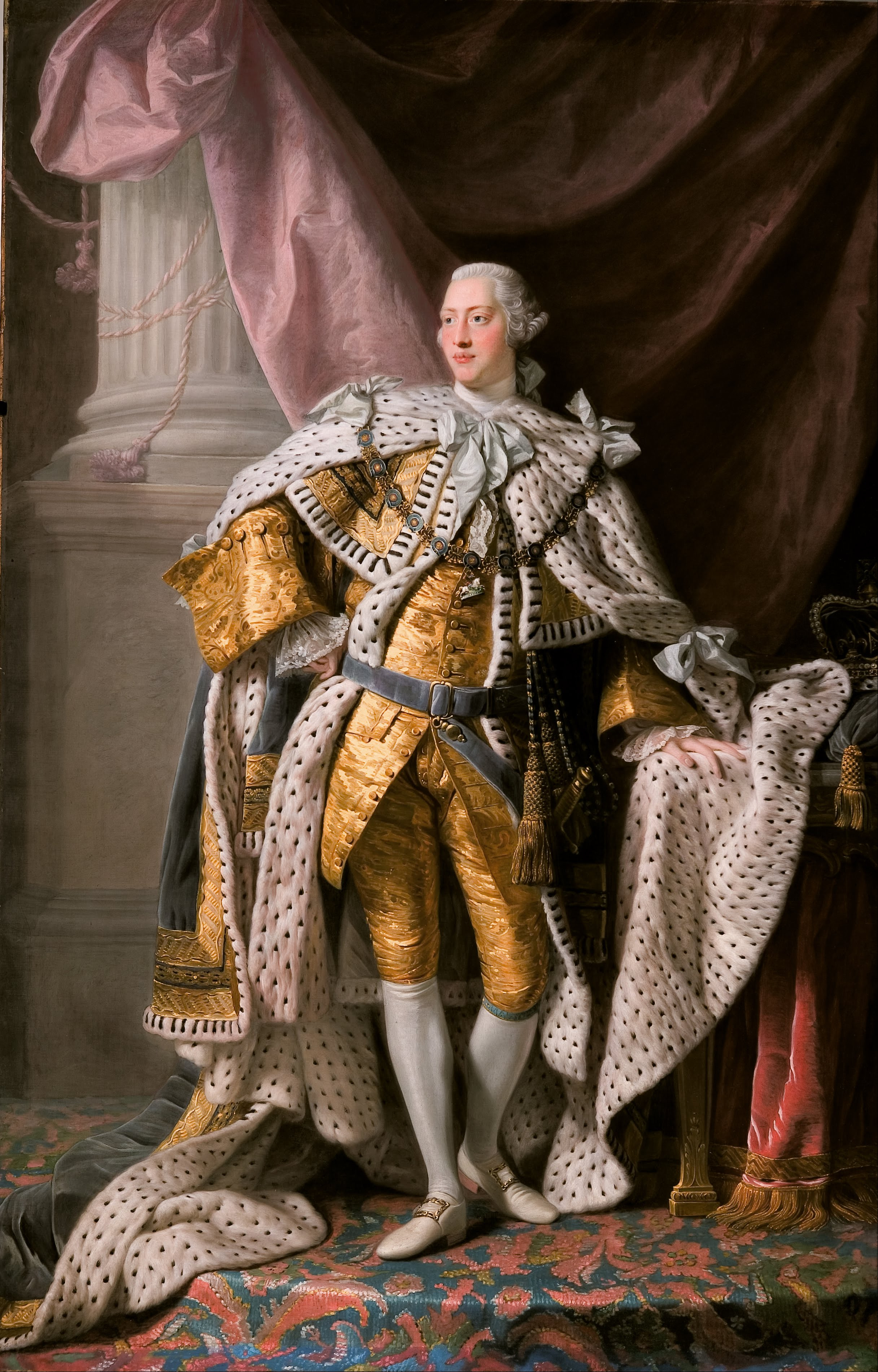
Georg III.
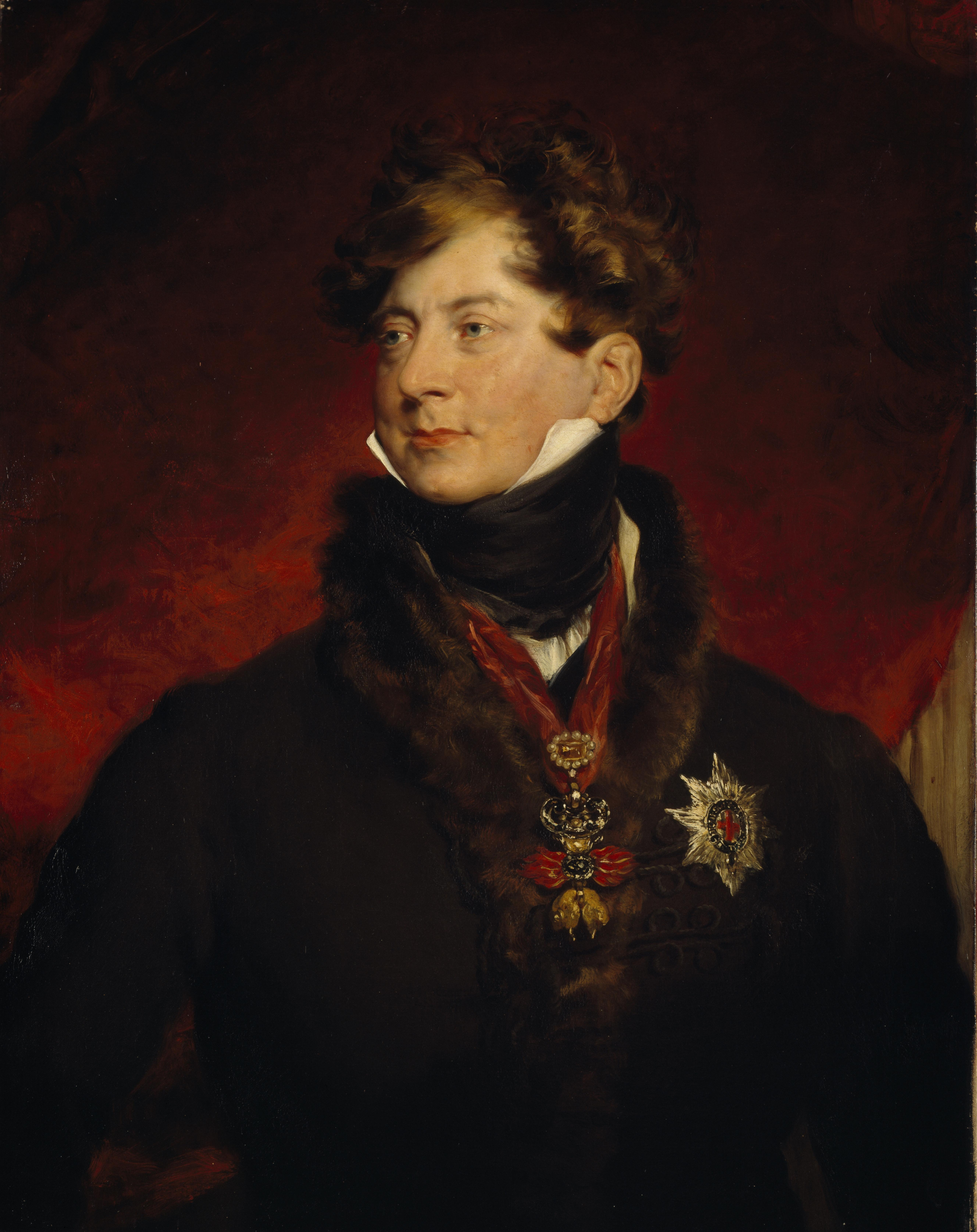
Georg IV.
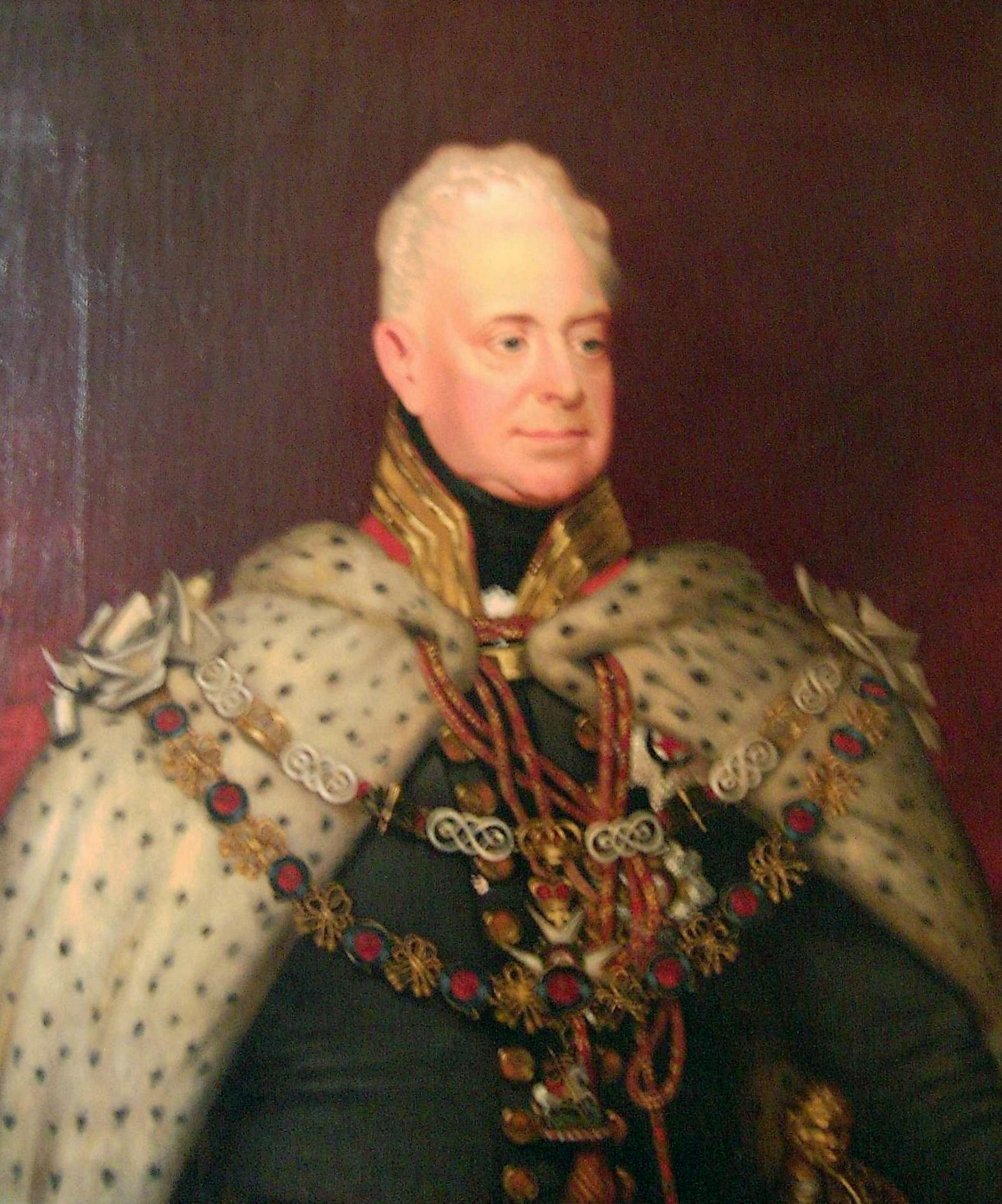
Wilhelm IV.
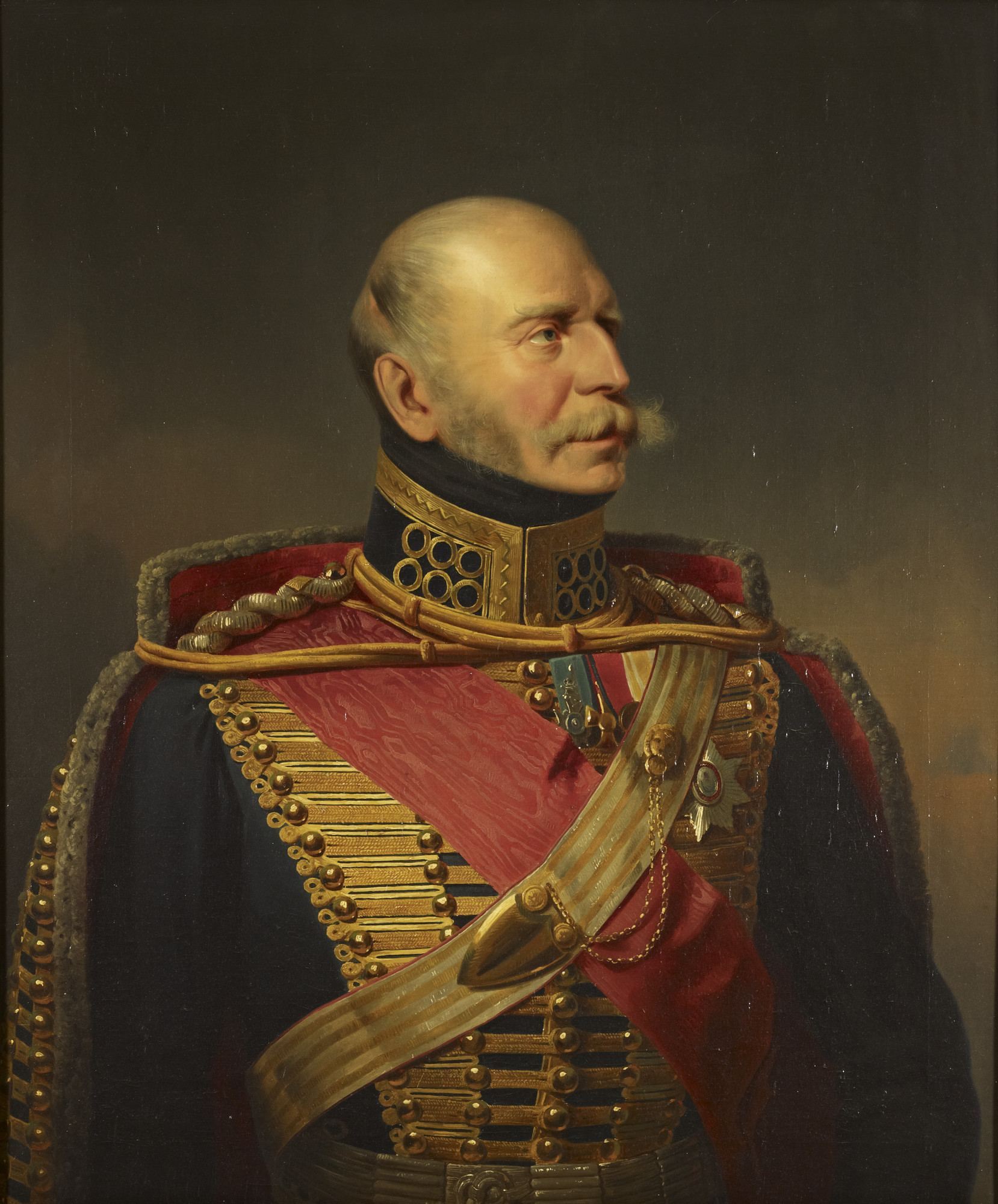
Ernst August I.
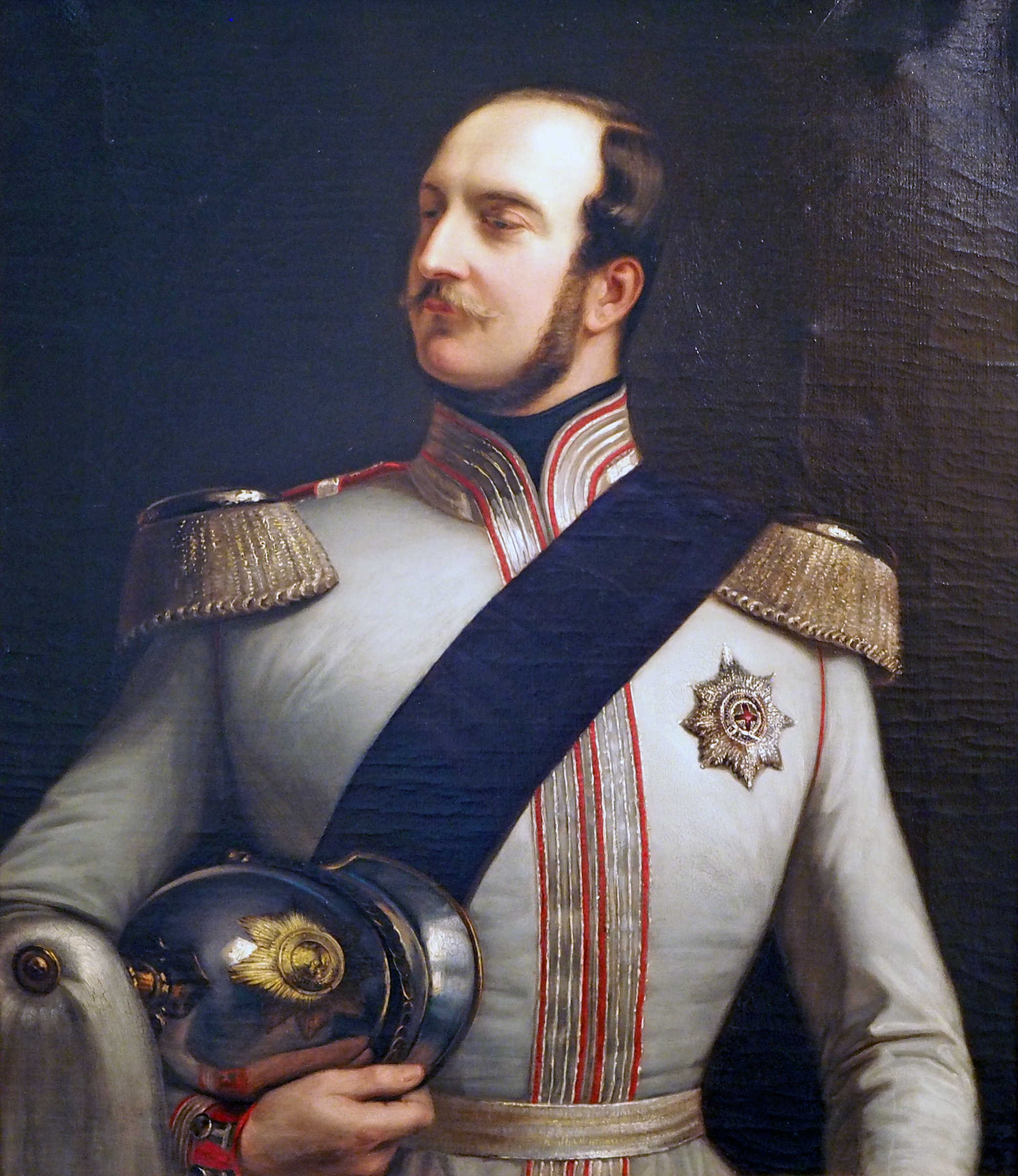
Georg V.

### Justiz

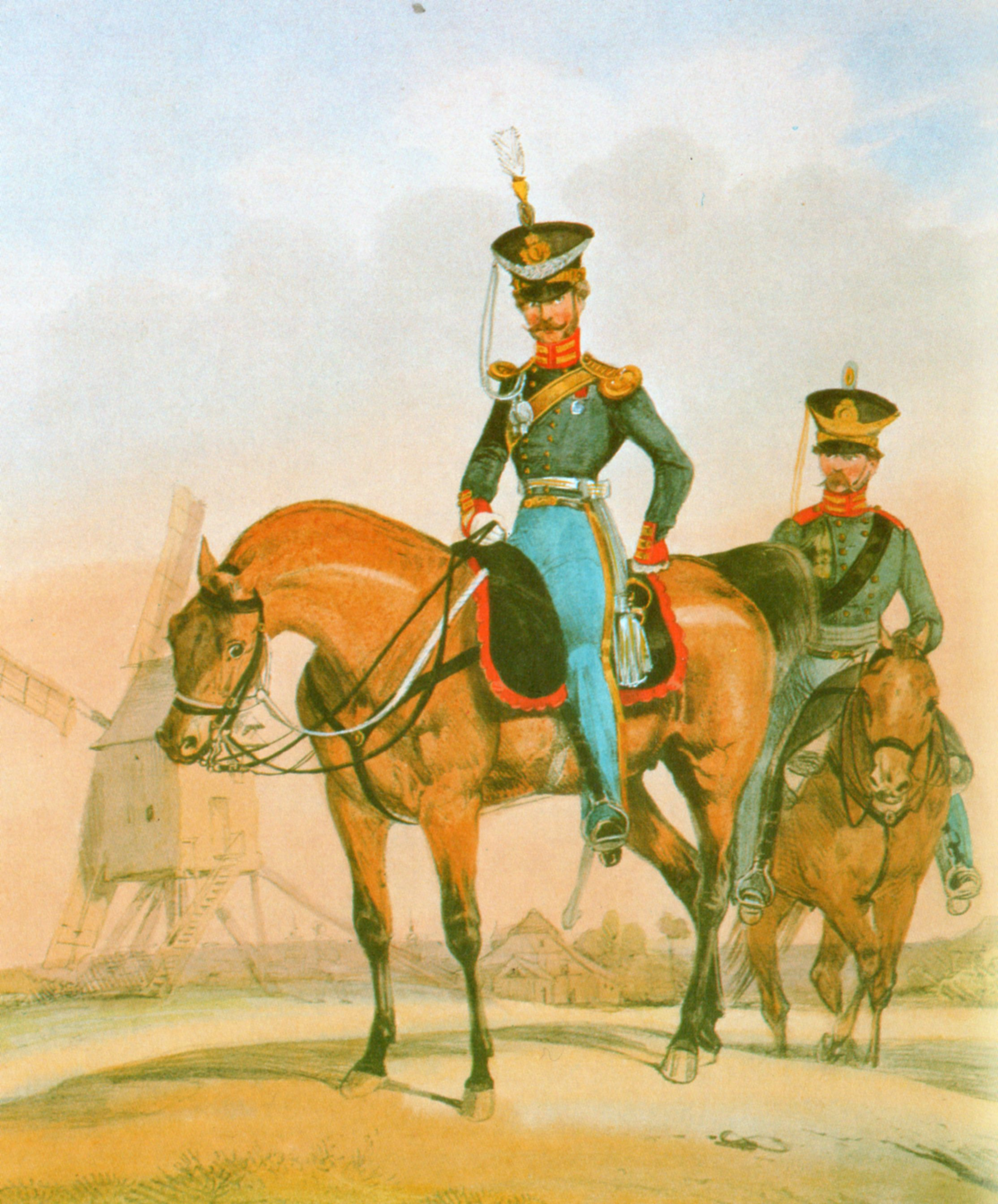
Kapitän (Hauptmann) und Gendarm der Königlich hannoverschen Landgendarmerie um 1840. Uniform nach Art der hannoverschen Artillerie.

Vorbildlich und weithin berühmt waren die Reformen der Justizstrukturen im Königreich Hannover, die vor allem Otto Albrecht von Düring vorangetrieben hatte. Mit den verschiedenen Zügen der Gerichtsbarkeiten, Gerichtsbezeichnungen und Instanzen wurden sie nach der preußischen Annexion Hannovers für ganz Preußen übernommen und später auf dessen Betreiben im ganzen Deutschen Reich umgesetzt. Der oberste Gerichtshof des Königreichs Hannover war weiterhin das bereits 1711 errichtete Oberappellationsgericht in Celle.

### Verwaltungsgliederung
Zur Verwaltung des Königreichs Hannover wurden am 14. Juli 1816 sechs Mittelbehörden gebildet, die zunächst Königliche Provinzialregierung und ab 1823 Landdrostei hießen.
- Provinzialregierung Hannover (Fürstentümer Calenberg, Göttingen, Grubenhagen, Lüneburg und Hildesheim sowie den bei Hannover verbliebenen Teil des Herzogtums Lauenburg und die Grafschaften Hoya und Diepholz)
- Provinzialregierung Stade (Herzogtümer Bremen und Verden, Land Hadeln)
- Provinzialregierung Osnabrück (Fürstentum Osnabrück, Kreis Meppen, Bezirk von Emsbüren und Niedergrafschaft Lingen)
- Provinzialregierung Aurich (Fürstentum Ostfriesland und Harlinger Land)
- Provinzialregierung Bentheim (Grafschaften Bentheim und Hohnstein)
- Berghauptmannschaft am Oberharz

Den Landdrosteien wurden die historischen Territorien des Königreichs, auch Provinzen genannt, wie folgt zugeordnet:
- Landdrostei Hannover
  - Fürstentum Calenberg, Grafschaft Hoya und Grafschaft Diepholz
- Landdrostei Hildesheim
  - Fürstentum Göttingen, Fürstentum Grubenhagen (ohne den Oberharz), Fürstentum Hildesheim und Grafschaft Hohnstein
- Landdrostei Lüneburg
  - Fürstentum Lüneburg
- Landdrostei Stade
  - Herzogtum Bremen, Herzogtum Verden und Land Hadeln
- Landdrostei Osnabrück
  - Fürstentum Osnabrück, Grafschaft Bentheim, Niedergrafschaft Lingen, Herzogtum Arenberg-Meppen und der Kreis Emsbüren
- Landdrostei Aurich
  - Fürstentum Ostfriesland und Harlingerland

Daneben wurde als weitere Mittelbehörde des Königreichs 1816 die „Berghauptmannschaft am Oberharz“ eingerichtet, die ab 1823 Berghauptmannschaft Clausthal hieß und den hannoverschen Anteil am Oberharz umfasste.
Die untere Verwaltungsebene bestand aus einer Vielzahl von Städten, Ämtern, Amtsvogteien, Klosterämtern, Stiftsgerichten und Patrimonialgerichten. Erst mit der Justizreform am Anfang der 1850er-Jahre wurden Justiz und Verwaltung getrennt. 1852 bestanden daraufhin im Königreich Hannover 45 selbständige Städte und 175 Ämter. Bei einer erneuten Verwaltungsreform wurde 1859 die Zahl der Ämter auf 102 verringert.
Nachdem das Königreich Hannover 1867 zur preußischen Provinz Hannover geworden war, blieben die Landdrosteien zunächst bestehen, lediglich die Berghauptmannschaft Clausthal wurde 1868 aufgelöst. 1885 wurden die Landdrosteien in Regierungsbezirke umbenannt.

## Wirtschafts- und Sozialgeschichte

### Religion

#### Verfassungsreformen der Religionsgemeinschaften
Durch die napoleonische Eroberung 1803 und die Annexion des Kurfürstentums Hannover (1807) zunächst durch Jérôme Bonapartes Königreich Westphalen und dann als Teil von Napoléon Bonapartes erstem Französischen Kaiserreich in den Jahren 1810 bis 1814 erlangten alle Männer, auch die jüdischen, gleiches Bürgerrecht. Mit der Niederlage der Bonapartes wurde der vorherige Zustand wiederhergestellt.

#### 1842 Schaffung von Landrabbinaten
Neue Gesetze stellten 1842 hannöversche Juden anderen Bürgern gleich und verpflichteten Juden zugleich, jüdische Gemeinden zu bilden, wo das nicht schon geschehen war. Diese Gemeinden hatten dann die staatlichen Auflagen für jüdischen Religionsunterricht in privaten oder öffentlichen Schulen zu erfüllen und alle anderen religiösen Aufgaben (Unterhalt von Friedhöfen und Synagogen, Abhalten von Gottesdiensten, Durchführen von Hochzeiten und Bar Mizwahs) zu gewährleisten.
Für das ganze Königreich wurden vier Landrabbinen bestellt, die jeweils einen eigenen Bezirk zu versorgen hatten. Dies waren das Landrabbinat Emden (Landdrosteien Aurich und Osnabrück umfassend), das Landrabbinat Hannover (Landdrosteien Hannover und Lüneburg umfassend), das Landrabbinat Hildesheim (Landdrostei Hildesheim und Berghauptmannschaft Clausthal umfassend), und das Landrabbinat Stade (Landdrostei Stade).
Die Landrabbinen erfüllten zugleich religiöse und staatliche Aufgaben. Hannover war damit eines der wenigen Länder im Deutschen Bund, wo das Judentum gleich den christlichen Konfessionen eine staatlich anerkannte und überwachte Organisation hatte. Die Landrabbinen standen zu den jüdischen Gemeinden und ihren Mitgliedern und Mitarbeitern in einem ähnlich halbstaatlichen, autoritären Verhältnis wie damals noch lutherische Pastoren zu ihren Gemeinden in Hannover. Die Organisation der Landrabbinate blieb auch nach der preußischen Annexion 1866 erhalten, obwohl die preußischen Behörden in den altpreußischen Gebieten alles daran setzten, zentrale jüdische Verbände zu verhindern, und ihnen jede staatliche Anerkennung verweigerten.
Durch die Trennung von Staat und Religion gemäß der Reichsverfassung von 1919 wurden die halbstaatlichen Aufgaben der Landrabbinen (Schulaufsicht) abgeschafft und ihre Funktion auf das rein Religiöse beschränkt. Die Landrabbinatsverfassung wurde durch Willkürakt im Zuge der Novemberpogrome 1938 aufgehoben.

#### 1848 Schaffung gewählter evangelischer Kirchenvorstände und Synoden (1864/1869)
Die lutherische Kirche war die Staatskirche Hannovers mit dem König als summus episcopus. Ab 1848 bestimmte ein Gesetz, dass in jeder lutherischen und reformierten Gemeinde, die in weiten Landesteilen verwaltungsmäßig lutherischen Konsistorien unterstanden, die männlichen großjährigen Mitglieder einen Kirchenvorstand zu wählen hatten, der dann gemeinsam mit dem Pastor die Gemeinde und ihre Angelegenheiten leiten sollte. Dieser Akt entsprang der liberalen Gesetzgebung der Zeit und war recht revolutionär für die bis dahin obrigkeitlich geführte lutherische Staatskirche Hannovers. Im sogenannten Katechismusstreit setzte sich 1862 Karl Gustav Wilhelm Baurschmidt, der als „Luther des Wendlandes“ gefeiert wurde, erfolgreich gegen die kirchliche Obrigkeit durch. In der Folge gewann der hannöversche Kultusminister Carl Lichtenberg (1862–1865) 1864 eine Mehrheit in der Ständeversammlung (hannöversches Parlament) für sein Gesetz zum Aufbau einer lutherischen Landeskirche mit Selbstverwaltungsorganen ihrer Mitglieder (hannöversche Landessynode). Das Gesetz verfügte zwar nicht die Trennung von Staat und Kirche, aber den Aufbau einer Kirchenverwaltung, die nicht als Arm der regulären Staatsverwaltung fungierte, sondern in der Kirchenmitglieder mitbestimmten. Die Landessynode trat allerdings erst 1869 nach der preußischen Annexion Hannovers zum ersten Mal zusammen.
Am 19. September 1866, König Georg V. von Hannover war bereits im Exil, beschlossen die sechs Konsistorien im Lande, mit jeweils regionaler Zuständigkeit, ein hannöversches Landeskonsistorium zu gründen und mit Vertretern der regionalen Konsistorien zu besetzen. Die regionalen Konsistorien waren ein lutherisch-reformiertes Simultankonsistorium in Aurich (für Ostfriesland) und die lutherischen Konsistorien in Hannover (für das kurhannöversche Kerngebiet), in Ilfeld im Harz (für die ehem. Grafschaft Hohenstein), in Osnabrück (für das ehem. Hochstift Osnabrück), in Otterndorf (für das Land Hadeln, bestand 1535–1885) sowie in Stade (bestand 1650–1903, bis 1885 für die Landdrostei Stade ohne Hadeln, dann einschließlich Hadelns). Am Tag darauf annektierte Preußen Hannover. So gelang es die Evangelisch-lutherische Landeskirche Hannovers institutionell so auszubauen, dass es zu keiner Eingliederung in die unierte damalige Evangelische Landeskirche in Preußen kam.